# Vinnö
Vinnö is een dorp in de Zweedse gemeente Kristianstad in de provincie Skåne. Het heeft een inwoneraantal van 536 en een oppervlakte van 93 hectare (2010).

## Verkeer en vervoer
Bij de plaats loopt de Riksväg 19.
De plaats heeft een station aan de Östra Skånes Järnvägar.